# Земля Светлячков
«Земля Светлячков» — сказочная повесть украинского советского писателя Виктора Близнеца, опубликованная в 1979 году и впоследствии неоднократно переиздававшаяся. Повесть рассказывает о мире, в котором дружно живут маленькие лесные человечки, вынужденные противостоять нападению пещерных чудовищ.

## Сюжет
В лесу, в домах, выдолбленных из выкорчеванных пней, живут дружелюбные лесные человечки, относящиеся к двум родственным племенам, — стоусы и треусы. Они просыпаются с закатом и ведут ночной образ жизни. Все они имеют свои увлечения и любят коллекционирование: Сиз собирает светлячков и открыл дома музей, Вертутий изготовляет самые разные по конструкции ветряки, Хвороща выращивает всевозможные необыкновенные сорта дынь.
Неожиданно лесная идиллия меняется: небо заволакивает тучами, по ночам слышатся пугающие звуки и видны отблески огней, звери и птицы покидают лес. Сиз вызывается пойти на разведку, с ним идёт внук Вертутия Чублик. Они обнаруживают, что в лесу возле скал остались только сожжённые изнутри деревья, а из пещер вышли страшилища, которые поджигают деревья, а затем сшибают их. Сизу и Чублику с трудом удаётся вернуться домой, однако вскоре Сиза похищают страшилища-оборотни, прикинувшиеся посетителями музея. Сиз оказывается под стражей в пещерах, и предводитель пещерных страшилищ Магава Первый угрожает уничтожить всех стоусов и треусов. Сиз также узнаёт, что страшилища больше всего боятся чистый огонь и воду, а сами пользуются чёрным огнем, выжигающим у предметов сердцевину и превращающим их в пустую оболочку. При помощи своей давней спутницы кукушки Сизу и старику Лапоне, которого также схватили страшилища, удаётся сбежать, однако кукушка гибнет в схватке с чёрной птицей.
На совете у мудреца Варсавы стоусы и треусы принимают решение готовить западню для наступающих врагов. Когда армия страшилищ во главе с Магавой приближается, её часть отсекают и гонят огнями к обрыву реки, куда падают и гибнут часть страшилищ. С остальными стоусы и треусы вступают в бой, однако одна часть врагов незаметно направляется к домам лесных жителей, чтобы сжигать их. В неравный бой с ними вступает Чублик, который гибнет до того, как на подмогу приходят Сиз, Вертутий и остальные. Битва заканчивается победой лесного народа, однако проходит ещё два года до тех пор, пока не исчезают последние страшилища, а замлетрясением не заваливает входы в пещеры. Сиз снова сидит на пороге своего дома-музея и видит, что в гости к нему направляется Вертутий теперь уже с младшим внуком.

## Отзывы
По мнению исследователей, повесть «Земля Светлячков» — это произведение одновременно простое и сложное, в котором «за лёгким ажурным сюжетом кроется глубокий социально-философский смысл, которые становится доступным через магию сказочного слова». Михаил Слабошпицкий отмечает, что в этой повести талант писателя раскрылся по-новому, а его увлекательная и драматизированная «демонология» выгодно отличается от многочисленных сказок про гайки, винты и бульдозеры или компилятивных переложений украинского фольклора, лишённых серьёзных художественных или педагогических целей. При этом, по мнению литературоведа, появление «Земли светлячков» было подготовлено предыдущими повестями Близнеца «Звук паутинки» и «Женя и Синько», в которых совмещаются бытовые и фольклорно-фантастические мотивы. Особенностью «Земли Светлячков», как и некоторых других повестей Близнеца («Звук паутинки», «Молчун») является то, что автор нарушает в них негласный принцип обязательного хэппи-энда в детской повести: в каждом из указанных произведений в конце умирает один из главных героев.
Юрий Ярмыш в очерке истории украинской детской литературы называет повесть Близнеца «достижением украинской прозаической сказки семидесятых годов». По его словам, при том, что фольклор и литература народов мира знает немало интересных сюжетов о «людях-крошках» (Бибигон, Незнайка, Накситралли и др.), Близнец «открыл чутким сердцам детей новый мир маленьких обитателей леса — весёлых, жизнерадостных, оптимистичных». Хотя в сказке «побеждает добро, побеждает жизнь», это нелегко даётся лесным человечкам. Ярмыш заключает, что повесть Близнеца «является одним из самых поэтических произведений украинской прозы для детей». В другом очерке истории украинской детской литературы Л. М. Киличенко пишет о том, что такие персонажи, как Сиз, Мармусия, Вертутий или Чублик ярко индивидуальны, их невозможно перепутать с героями других сказок, и в целом «подобных им мы не встречали ни в народных, ни в литературных сказках». Жители Земли Светлячков — коллекционеры и изобретатели, которые стремятся к тому, чтобы их достижения служили на благо остальным; поэтому их не могут одолеть могучие силы зла.
Писатель и журналист Олег Качмарский называет повесть Близнеца «полноценным лиро-эпическим повествованием», в фабуле которого можно заметить аллюзию на произведение Ивана Франко «Захар Беркут» — «историю о том, как воинственные пришельцы оказались в ловушке да там все и сгинули». Кроме того, по мнению Качмарского, «Земля светлячков» — «это хоббит — но только наш, украинский!» В СССР первый русский перевод «Хоббита» вышел в 1976 году, и Виктор Близнец со сказкой Толкина, «конечно, был знаком»: «Весь текст — от общего замысла до конкретных деталей — просто пропитан толкиновским влиянием, и в то же время — это совершенно оригинальная вещь!» В повести Близнеца Качмарский отмечает «колорит совершенно особый, национальный — украинский — а уходя в глубь истории лесных племён стоусов и триусов — древнерусский». Возможную аллюзию на повесть Толкина упоминает и писатель и филолог Леонид Закалюжный, который отмечает сходство с описанием жилища Сиза и, соответственно, Хоббита в начале обоих произведений; при этом автор не исключает, что в данном случае мы можем иметь дело с одним из тех удивительных совпадений, которые встречаются в художественной литературе. 
Сам Близнец признавался, что читал повесть Толкина. Он также вспоминал, что идея произведения о светлячках и пещерах пришла ему в голову во время поездок: так, на отдыхе в Адлере он впервые увидел ночью светлячков, а на Кавказе и в Ливане посетил глубокие подземные пещеры.

## Издания
- Близнець В. Земля Світлячків : казк. повісті / мал. В. Мітченка. — К. : Веселка, 1979. — 214 с. : іл..
- Близнець В. Вибрані твори: В 2 т. Т.2. Паруси над степом; Птиця помсти Сімург; Земля світлячків; Звук павутинки; Оповідання / Худож. В.Мітченко. — К.: Веселка, 1983. — 432 с.: [3] арк. ілюстр.
- Близнець В. Земля світлячків: Повість-казка / Худож. І.Вишинський — 2-ге вид. — К.: Веселка, 1999.- 119 с.: ілюстр.
- Близнець В. Звук павутинки ; Земля світлячків : повість, казка / передм. П. Перебийніса; худож. О. Михайлова-Родіна. — 2-е вид. — Київ : Веселка, 2003. — 175 с. : іл.
- Близнець В. Земля світлячків ; Звук павутинки ; Повість минулих літ : (переказ, урив.) / худож. О. Семякін; дизайнер обкл. А. Бєлякова. — Харків : Vivat, 2021. — 254 с. : іл. — (Шкільна бібліотека).

## Переводы
На русском языке повесть официально не издавалась. В 1978—1979 годах сокращённый журнальный вариант повести публиковался в русскоязычной версии журнала «Барвинок» (переводчик В. Максимов).

## Адаптации
Писательница Антонина Царук переработала повесть в пьесу для школ, изданную в 2008 году.